# 卢宾·布雷兹

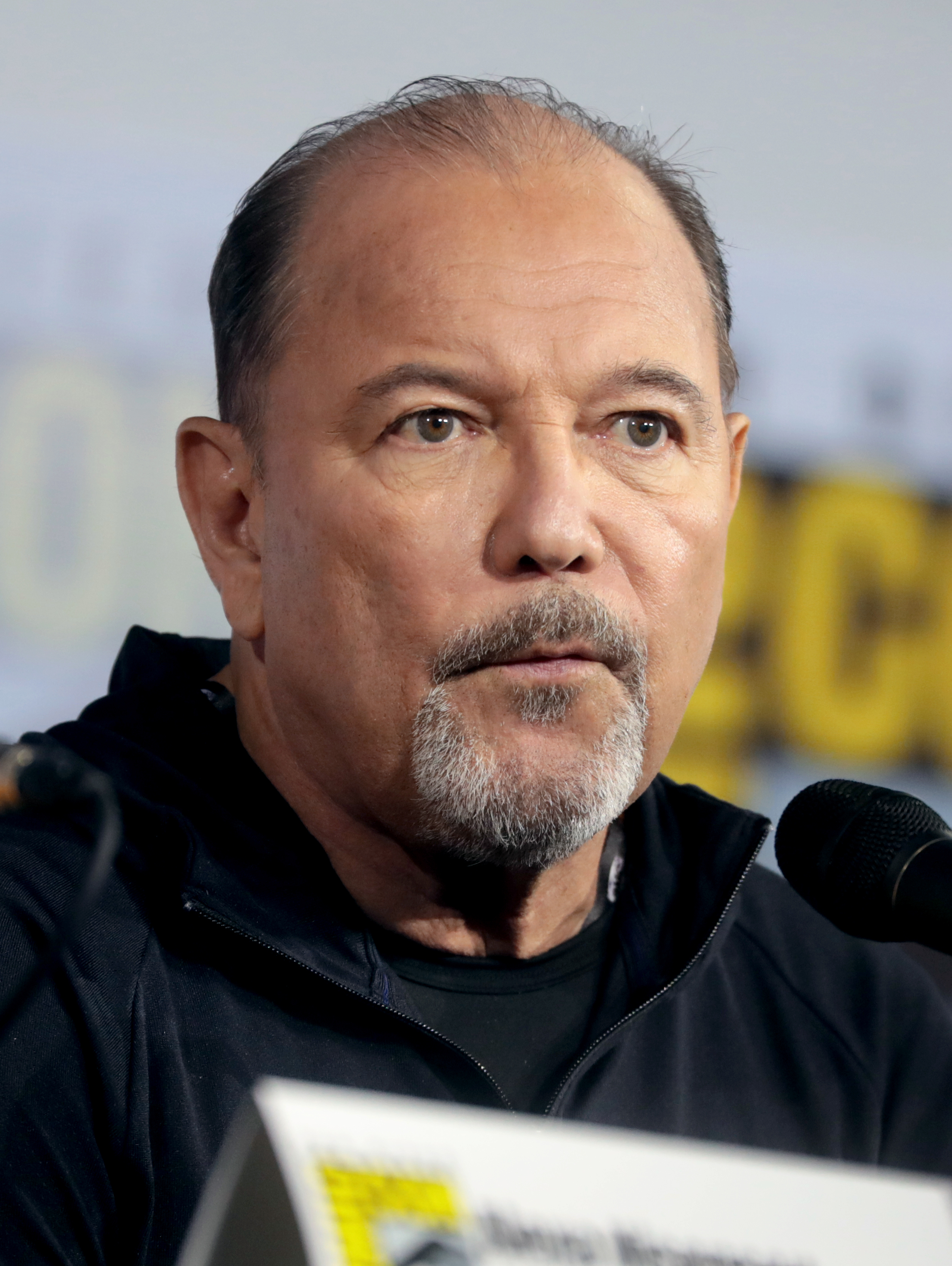
攝於2019年

卢宾·布雷兹·贝利多·德·卢纳 (Rubén Blades Bellido de Luna，1948年7月16日—) 是巴拿马騷沙音樂音乐人、歌手、作曲家、演员、活动家和政治人物。他曾獲得12项葛萊美獎以及12项拉丁格莱美奖。
他的演艺生涯始于1983年，并曾出演铁血战士2、狡兔計畫、玩命法則和光榮擂台等电影以及电视剧驚嚇陰屍路。
1994年，布莱兹參加巴拿马总统選舉，仅获得17%的选票，未能當選。 2004年9月，他出任旅游部长，任期五年。